# Permipsythone panfilovi
Permipsythone panfilovi là một loài côn trùng trong họ Permithonidae thuộc bộ Neuroptera. Loài này được Pinto & Ornellas miêu tả năm 1980.